# 윌리엄 바버 2세

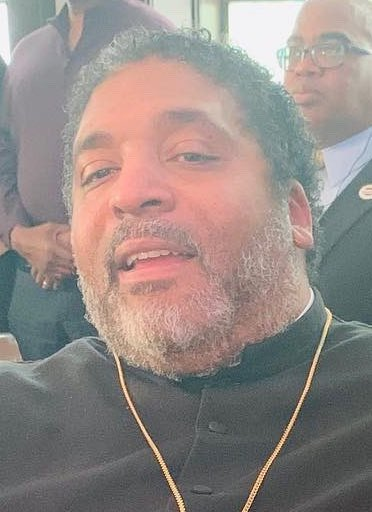
윌리엄 바버 2세

윌리엄 바버 2세 (영어: William J. Barber II; 1963년 8월 30일- )는 미국의 진보적인 성향의 목사이며 '가난한 이들의 캠페인(Poor People's Campaign)의 공동의장이다.  또한 그는 유색인의 진전을 휘한 국내협회(NAACP)의 이사회원이다. 

## 정치활동
그는 활발한 정치 활동가로 2016년에는 민주당 전당대회에서 연설을 하였고, 2017년 5월 30일에는 노스캐롤라이나주 입법부 건물에서 퇴출명령을 거부해 체포가 되었다. 
2017년에는 NAACP의 주대표직을 사임하고 가난한 이들의 캠페인의 회장을 맡기로 결정하였다.
2021년 1월에는 조 바이든 대통령 취임식 다음날 워싱턴 국립대성당에서 열린 취임 기도회에서 설교를 하였다.
1. ↑  크리스천투데이 (2021년 1월 21일). “美 교계 지도자들, 조 바이든 대통령 취임 축하”. 2021년 1월 22일에 확인함.